# Program Pioneer
Program Pioneer byl sérií kosmických sond zaměřených na výzkum Měsíce, Jupiteru, Saturnu, Venuše a meziplanetárního prostoru Sluneční soustavy. Vypustila je americká organizace NASA v letech 1958–1978. Tyto sondy sehrály klíčovou roli v raném vývoji robotického průzkumu vesmíru a přinesly průlomové poznatky o plynných obrech a meziplanetárním prostředí. Sondy Pioneer 10 a Pioneer 11 jsou prvními umělými tělesy, která překročila dráhu Jupiteru a směřují do mezihvězdného prostoru.

## Obecné údaje
První série sestávala z řady družic, jež byly zpočátku určeny k průzkumu Měsíce. Jejich nedokonalá technická úroveň způsobila, že svůj program splnily jen některé. Průzkum Měsíce pak převzal program Ranger. Počínaje letem Pioneer 5 byly mise na podstatně vyšší technické úrovni určeny pro průzkum meziplanetárního prostoru v Sluneční soustavě (podobně jako družice Helios 1 a 2), zčásti i planet Jupiter, Saturn a Venuše. Tato část programu byla velice úspěšná. Je však nutno připomenout, že v roce 1960 se nezdařil let dvou sond neuvedených v seznamu COSPAR, pojmenovaných Pioneer P30 a P31, protože nosné rakety Atlas Able po startu selhaly.
Sondy sestrojila laboratoř JPL a provozovala je od roku 1958 nově utvořená agentura NASA, obojí v USA. Zpočátku první vedoucí NASA Keith Glenan projekt ponechal v rukou ARPA a vojenského letectva.

## Seznam sond
- Pioneer 0, sonda k Měsíci, start 17. srpna 1958, havárie nosné rakety
- Pioneer 1, sonda k Měsíci, start 11. října 1958, nezdařený start se zánikem nad Zemí
- Pioneer 2, sonda k Měsíci, start 8. listopadu 1958, nezdařený start se zánikem nad Zemí
- Pioneer 3, sonda k Měsíci, start 6. prosince 1958, nedoletěla a zanikla nad Zemí v atmosféře
- Pioneer 4, sonda k Měsíci, start v březnu 1959, proletěla kolem Měsíce, poté um.planetka Slunce
- Pioneer P-1, sonda k Měsíci, start 24. září 1959, havárie nosné rakety ještě před startem
- Pioneer P-3, sonda k Měsíci, start 26. listopadu 1959, havárie nosné rakety těsně po startu
- Pioneer 5, sonda do prostoru mezi Zemí a Venuši, start 11. března 1960, úspěšná mise, umělá planetka Slunce
- Pioneer P-30, sonda k Měsíci, start 25. září 1960, selhání nosné rakety, spadla do moře
- Pioneer P-31, sonda k Měsíci, start 25. září 1960, havárie nosné rakety, spadla do moře
- Pioneer 6, oběžnice Slunce, start 16. prosince 1965, poslední kontakt v roce 2000
- Pioneer 7, oběžnice Slunce, start 17. srpna 1966, dosud částečně funkční
- Pioneer 8, oběžnice Slunce, start 13. prosince 1967, stále částečně funkční
- Pioneer 9, oběžnice Slunce, start 8. listopadu 1968, funkční do roku 1983
- Pioneer E, oběžnice Slunce, start 27. srpna 1969, havárie nosné rakety
- Pioneer 10, sonda k Jupiteru, start 3. března 1972, první a úspěšný průzkum Jupiteru
- Pioneer 11, Sonda k Jupiteru a Saturnu, start 6. dubna 1973, úspěšný průzkum u Jupiteru a Saturnu
- Pioneer H, sesterská sonda Pioneeru 10 a 11. Nebyla vypuštěna, dnes v muzeu
- Pioneer-Venus 1, start 20. května 1978, umělá družice Venuše, pracovala 14 let
- Pioneer-Venus 2, start 8. srpna 1978, výzkum Venuše několika paralelními sondami